# Ilenia Vitale
Ilenia Vitale (Palmanova, 10 aprile 1995) è una velocista italiana, specializzata nei 400 metri piani.
Vanta una presenza con la Nazionale assoluta agli Europei indoor di Praga 2015.
È l'attuale vicecampionessa italiana assoluta indoor sui 400 m ed ha vinto un titolo nazionale universitario e 6 italiani giovanili.

## Biografia
Ai campionati italiani cadette nel biennio 2009-2010 ha fatto entrambe le volte la stessa doppietta di medaglie, vincendo ogni volta l'oro sui 300 m ed il bronzo con la staffetta 4x100 m.
2011, fuori in batteria sui 400 m e sesta con la staffetta 4x100 m al Festival olimpico della gioventù europea di Trebisonda in Turchia; nello stesso anno ai Mondiali allieve di Lilla in Francia è stata semifinalista nei 400 m e non è andata oltre la batteria con la staffetta svedese.
Vicecampionessa italiana allieve sui 200 m nel 2011 ed invece titolata a livello nazionale, sempre tra le allieve, nel 2012 sui 400 m; lo stesso anno, durante la stagione al coperto, è arrivata settima sui 60 m agli italiani allieve indoor e poi non ha superato la batteria (è stata la prima delle escluse dalla finale) dei 400 m agli assoluti indoor.
Doppietta di titoli juniores all'aperto nel biennio 2013-2014.
Agli Europei juniores in Italia a Rieti nel 2013 è uscita in batteria sui 400 m, mentre con la staffetta 4x400 m ha chiuso al 5º posto.
Semifinalista sui 400 m ai Mondiali juniores di Eugene negli USA e fuori in batteria con la 4x400 m.
A febbraio del 2015 a Padova si è laureata vicecampionessa italiana assoluta indoor sui 400 m (dietro la plurititolata Chiara Bazzoni), stabilendo il suo attuale primato personale al coperto.
Fuori in batteria sui 400 m agli Europei indoor di Praga in Repubblica Ceca.
Doppio titolo italiano sui 400 m prima ai nazionali universitari (studia Economia all'Università di Udine) e poi agli italiani promesse.
Nel luglio del 2015 prima ha gareggiato agli Europei under 23 di Tallinn in Estonia dove uscendo in batteria ha stabilito il suo attuale personale sui 400 m di 53"20 (sesto posto con la 4x400 m) e poi anche agli assoluti di Torino è uscita in batteria, restando fuori dalla finale come prima delle escluse.

## Progressione

### 400 metri piani
| Stagione | Prestazione | Luogo   | Data      | Rank. Mond. |
| -------- | ----------- | ------- | --------- | ----------- |
| 2015     | 53"20       | Tallinn | 9-7-2015  |             |
| 2014     | 53"87       | Torino  | 7-6-2014  |             |
| 2013     | 54"41       | Rieti   | 18-7-2013 |             |
| 2012     | 55"62       | Firenze | 30-9-2012 |             |
| 2011     | 55"29       | Lilla   | 7-7-2011  |             |

### 400 metri indoor
| Stagione | Prestazione | Luogo  | Data      | Rank. Mond. |
| -------- | ----------- | ------ | --------- | ----------- |
| 2015     | 53"85       | Padova | 22-2-2015 |             |
| 2014     | 55"12       | Halle  | 1-3-2014  |             |
| 2012     | 57"54       | Ancona | 25-2-2012 |             |

## Palmares
| Anno | Manifestazione                           | Sede       | Evento            | Risultato  | Tempo   | Note   |
| ---- | ---------------------------------------- | ---------- | ----------------- | ---------- | ------- | ------ |
| 2011 | Festival olimpico della gioventù europea | Trebisonda | 400 m piani       | Batteria   | 55"70   | [ 2 ]  |
| 2011 | Festival olimpico della gioventù europea | Trebisonda | 4x100 m           | 6ª         | 47"73   | [ 3 ]  |
| 2011 | Mondiali allievi                         | Lilla      | 400 m piani       | Semifinale | 55"29   | [ 4 ]  |
| 2011 | Mondiali allievi                         | Lilla      | Staffetta svedese | Batteria   | 2'10"83 | [ 5 ]  |
| 2013 | Europei juniores                         | Rieti      | 400 m piani       | Batteria   | 54"41   | [ 6 ]  |
| 2013 | Europei juniores                         | Rieti      | 4x400 m           | 5ª         | 3'37"61 | [ 6 ]  |
| 2014 | Mondiali juniores                        | Eugene     | 400 m piani       | Semifinale | 54"80   | [ 7 ]  |
| 2014 | Mondiali juniores                        | Eugene     | 4x400 m           | Batteria   | 3'43"06 | [ 7 ]  |
| 2015 | Europei indoor                           | Praga      | 400 m piani       | Batteria   | 54"31   | [ 8 ]  |
| 2015 | Europei under 23                         | Tallinn    | 400 m piani       | Batteria   | 53"20   | [ 9 ]  |
| 2015 | Europei under 23                         | Tallinn    | 4x400 m           | 6ª         | 3'43"87 | [ 10 ] |
| 2017 | Europei under 23                         | Bydgoszcz  | 400 m piani       | Batteria   | 53"58   |        |
| 2017 | Europei under 23                         | Bydgoszcz  | 4x400 m           | 5ª         | 3'33"31 |        |

## Campionati nazionali
- 1 volta campionessa universitaria dei 400 m (2015)
- 1 volta campionessa promesse dei 400 m (2015)
- 2 volte campionessa juniores dei 400 m (2013, 2014)
- 1 volta campionessa allieve dei 400 m (2012)
- 2 volte campionessa cadette dei 300 m (2009, 2010)

2009
- Oro ai Campionati italiani cadetti e cadette, (Desenzano del Garda), 300 m - 40"13[11]
- Bronzo ai Campionati italiani cadetti e cadette, (Desenzano del Garda), 4x100 m - 49"28[12]

2010
- Oro ai Campionati italiani cadetti e cadette, (Cles), 300 m - 40"37[13]
- Bronzo ai Campionati italiani cadetti e cadette, (Cles), 4x100 m - 49"73[14]

2011
- Argento ai Campionati italiani allievi e allieve, (Rieti), 200 m - 25"38[15]

2012
- 7ª ai Campionati italiani allievi e juniores indoor, (Ancona), 60 m - 7"89[16]
- In batteria ai Campionati italiani assoluti indoor, (Ancona), 400 m - 57"54[17]
- Oro ai Campionati italiani allievi e allieve, (Firenze), 400 m - 55"62[18]

2013
- Oro ai Campionati italiani juniores e promesse, (Rieti), 400 m - 54"99[19]

2014
- Oro ai Campionati italiani juniores e promesse, (Torino), 400 m - 53"87[20]

2015
- Argento ai Campionati italiani assoluti indoor, (Padova), 400 m - 53"85[21]
- Oro ai Campionati nazionali universitari, (Fidenza), 400 m - 54"28[22]
- Oro ai Campionati italiani juniores e promesse, (Rieti), 400 m - 53"72[23]
- In batteria ai Campionati italiani assoluti, (Torino), 400 m - 54"72[24]